# Flat Beat
Flat Beat is een single uit 1999 van de Franse producer Mr. Oizo. Het was oorspronkelijk een bonus track op zijn debuutalbum Analog Worms Attack. De muziekvideo, waarin de pop Flat Eric een hoofdrol speelt en onder andere headbangt, werd uitgebracht op VHS.
De single bereikte de eerste plaats van de hitlijsten in Finland, Duitsland, Italië, Oostenrijk, Schotland en het Verenigd Koninkrijk. In de Nederlandse Top 40 behaalde het de 4de plaats.